# John Redman Coxe

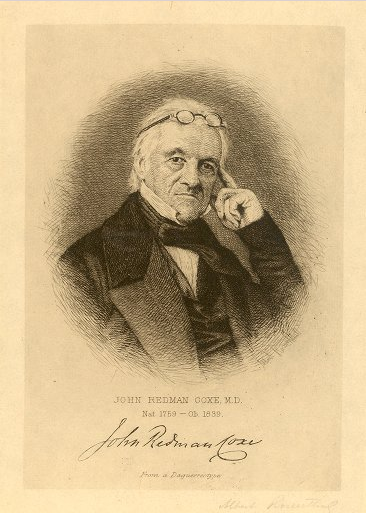
John Redman Coxe

John Redman Coxe (* 1773 in Trenton, Province of New Jersey; † 22. März 1864 in Philadelphia) war ein US-amerikanischer Chemiker und Mediziner.
Sein Vater Daniel Coxe war Anwalt und im Amerikanischen Unabhängigkeitskrieg auf Seiten der Engländer, der nach dem Krieg nach England ging. John Coxe wuchs deshalb bei seinem Onkel mütterlicherseits auf, dem Arzt John Redman in Philadelphia. Er erhielt eine klassische Ausbildung (insbesondere in Latein, Griechisch) in London und Edinburgh, wo er auch seine Eltern wiedertraf. 1789/90 hörte er Vorlesungen in Anatomie und Chemie am London Hospital und nach der Rückkehr nach Philadelphia studierte er bei Benjamin Rush, war an der Bekämpfung des Gelbfiebers 1793 engagiert und erwarb 1794 seinen M.D. an der University of Pennsylvania Medical School. Danach reiste er wieder nach Europa um in London, Edinburgh und Paris Medizin zu studieren. 1796 eröffnete er eine Praxis in Philadelphia. 1797 wurde er Arzt am Bush Hill Hospital, 1798 Hafenarzt von Philadelphia und 1802 bis 1807 war er Arzt am Pennsylvania Hospital und der Philadelphia Dispensary. 1806 wurde er Trustee der University of Pennsylvania. 1809 wurde er Professor für Chemie an der University of Pennsylvania Medical School. Er war aber wenig erfolgreich, weshalb er ab 1818 Pharmazie (Materia Medica) lehrte. Da die Apotheker in Philadelphia aber nicht von der Medizinischen Fakultät kontrolliert werden wollten und 1821 eine eigene Ausbildungsstätte gründeten (das spätere Philadelphia College of Pharmacy) gab die Universität die Lehre auf und Coxe verlor 1835 seine Professur.
Er hatte eine Apotheke und vertrieb einen populären Sirup (Coxe’s Hive Syrup), der als Brechmittel, Expektorans und schweißtreibendes Mittel fünfzig Jahre in Gebrauch war. Er war einer der ersten Ärzte, die in Philadelphia gegen Pocken impften.
1792 war er einer der Gründer der Chemical Society of Philadelphia, war deren Präsident und hielt dort Vorlesungen, was er mit Antritt seiner Professur 1809 aufgab.
1805 bis 1811 gab er die Zeitschrift Philadelphia Medical Museum heraus und 1812 bis 1814 Emporium of Arts and Sciences. 1799 wurde er in die American Philosophical Society gewählt.
1798 heiratete er Sara Coxe, mit der er zehn Kinder hatte.

## Schriften
- Practical Observation on Vaccination, or Inoculation for the Cow-pock, 1802.
- American Dispensatory, 1806.